# Sex, Pies and Idiot Scrapes
A Szex, Süti és Rabhajsza A Simpson család 20. évadjának első része. Először 2008. szeptember 29-én mutatták be. Magyarországon 2009. december 28-án mutatta be a Viasat 6.

## Történet
|  | Alább a cselekmény részletei következnek! |

Az első springfield-i alkoholmentes Szent-Patrick napot rendezik meg, amikor is a felvonuló britanniai és a köztársasági írek szembetalálkoznak egymással. Mivel a jeles nap hagyományaitól eltérően senki sem részeg, így eszükbe jutnak az évszázados ellentétek, az eltérő hitbéliség, és verekedés tör ki.
Egy csapat éhes kölyök ráveti magát Marge piknikes kosarára, akit Patrick Flannery ment meg. Amikor a nő hálából megkínálja Patrick-et egy süteménnyel, annak annyira ízlik, hogy meghívja Marge-ot, dolgozzon az ő cukrászdájában. Eközben Homért letartóztatják a verekedésben betöltött szerepéért.
Homérre a bíróság háromszoros visszaesőként 25000 dolláros óvadékot szab ki, melyre egy kezest keresnek. A keresés közben Homér találkozik az egyik fejvadásszal, ennek hatására eldönti ő is, hogy belevág ebbe a munkába.
Az egyik bűnöző üldözése közben az rálő Simpsonra, aki úgy menekül meg, hogy Ned Flanders a feje elé tart egy lövésálló üveget. Homér ekkor felajánlja Nednek, hogy társuljanak, aki igent mond, feltéve hogy törvényesen végzik a munkájukat.
A két társ munkája egyre jobban megy, ezalatt Marjorie rájön, hogy ő egy erotikus cukrászdába szerződött. A család előtt igyekszik eltitkolni az igazságot.
Homér az egyik bevetésen törvénytelenül, egy zacskóval fojtogatja Tony-t, a keresztapát, erre Flanders besokall, és összeveszik társával. Marge bevallja férjének munkáját, aki erre előbb megharagszik, majd miután az asszony az ágyba invitálja egy tortával, megbocsát.
Ned elmegy felmondani az óvadékügynökhöz, aki még egy utolsó megbízást ajánl neki: Simpson nem ment el a saját tárgyalására, így körözést adtak ki ellene. Az üldözés során az egész várost átszelik, majd mikor az építkezésen a daru által felemelt gerendán egyensúlyozva Flanders leesik, Homér utánanyúl, és elkapja. Sajnos azonban Homér elfelejtett a másik kezével kapaszkodni, így a páros egy frissen kiöntött cementágyba hullik alá. Ned itt bibliai idézetekkel szórakoztatja extársát, aki megkönnyebbül, mikor Wiggum seriff megérkezik, hogy elvigye magával.
Simpson börtönbe kerül, ahol csomagot kap, és a hozzá tartozó levélben Marge buzdítja Homért, hogy ne csüggedjen, hamarosan szabadul, majd a csomagot kibontva a férj a "To the love of my life (Életem szerelmének)" feliratot találja a tortán.
|  | Itt a vége a cselekmény részletezésének! |